# 鹿乃のかくかくしかじかありまして!
『鹿乃のかくかくしかじかありまして!』は、鹿乃をパーソナリティとして文化放送で放送されていたラジオ番組である。

## 概要
ゲームもアニメも本も動物も雑貨も大好きなことを、かくかくしかじかお話する鹿乃の冠番組。
｢ふつおた｣以外の、番組各コーナーへのメールも受け付けていた。

## 主なコーナー
普通のお便り
鹿乃への質問、番組を聞いての感想、疑問などを、リスナーから頂いたメールを紹介する。
なんで私だけ!!
リスナーの「最近ムカついたこと」を紹介。
例1：前のやつスイカチャージしとけよ!
例2：なに公共の場でイチャイチャしてんだよ!このバカップルが!
鹿乃をドキドキさせて!
最近ドキドキしていない鹿乃が、リスナーの恋愛話を聞いてドキドキするコーナー。とっておきの胸キュンエピソードを紹介。
例1：文化祭で、好きな男子が力仕事を手伝ってくれました!「お前はやらなくていいよ」って言われてドキドキしました!
例2：学校の帰り道。好きな人と偶然会って、一緒に帰ることになりました。この時間が永遠に続けばいいのになぁって思っちゃいました!
鹿乃のお悩み相談「Q」&「A」
鹿乃があなたのお悩みを真剣に解決するコーナー。
例1：寝る時の体制が右か左か決まりません。どっちがいいですか?
例2：彼氏がいるのに気になる人が現れました。私はどうするべきですか?
鹿乃あるある修行中!
「鹿乃ツッコミ修行中!」の代わりのコーナー。毎回、「お題」が提出され、鹿乃が判断する。日常である「あるある」の出来事を募集するコーナー。
番組の最後に「お題」を発表するので、その、｢お題｣で、本人曰く"鹿乃を傷つけないネタで"メールを送ってもらう。

### 過去のコーナー
鹿乃ツッコミ修行中!
今後バラエティで活躍することも虎視眈々と狙っている鹿乃。そんな鹿乃の為にボケまくりのメールを募集。
例：牛乃さんこんばんは!いま独居房の中からメールを打っています。突然ですが、パンはパンでも食べられないパンってなーんだ?分かったかな?分からないですよね! : ヒントをあげましょう!ヒントはフライパンです!さあ分かったかな?制限時間はあと1時間!答えは「他人が買ったパン」でした!（こんなメールに鹿乃がツッコミます!）
※このコーナーの終了について、一部のリスナーから、笑いすぎてクレームが来たため、惜しまれつつコーナーが終了された。鹿乃曰く、「このコーナーはもっとやりたい!、この番組のリスナーは、"俺たちのツッコミ修行中のコーナーを返せ!"と思ってると思います。」とコーナーを終わらせたくなく、マイクに向かって一人で熱く弁論するほど、鹿乃自身のお気に入りのコーナーだった。